# Castione Andevenno
Castione Andevenno är en ort och kommun i provinsen Sondrio i regionen Lombardiet i Italien. Kommunen hade 1 598 invånare (2018).